# カンちゃん
『カンちゃん』はフジヤマジョージの4コマ漫画作品。スマートフォンのアプリケーションでも傑作選が閲覧可能。

## 登場人物

### カンちゃんと春野家の人々と犬
カンちゃん
主人公（回によっては後姿しか描かれなかったり、出番自体が無いこともある）。春野家の飼い猫。オス。2本足で歩く。回覧板をまわすお使いやお絵かきなど、極めて人間に近い動作もできる。猫の集会などに参加する時は4本足で行動している。鉛筆など左手で作業することが多い。「カンちゃんのアニマルセラピー」を開いて、人々の悩みを解消している。天井裏にいるネズミたちと仲がいい。しゃべることが可能。
春野ヒデオ
おじいさん。尺八を吹くが、下手である。絵画と山登りも趣味とする。盆栽を育てており、カンちゃんやユウちゃんに壊されることもしばしば。
春野トキ
おばあさん。運動神経が良い。
春野ヒロシ
お父さん。
春野ウララ
お母さん。主婦。
春野アキラ
長男。学生。眼鏡をかけており、最近は太ってきている。
春野マコ
長女。小学生。連載当時は三つ編みヘアーだったが現在はお団子ヘアーになっている。入院してる友達がおり、よく見舞い行っており、時々カンちゃんと行ったりすることもある。
春野ユウ　
次男。幼稚園生。カンちゃんとよく遊ぶ。ユウちゃんと呼ばれている。
タロー
春野家の飼い犬。たまに話すことがある。

## 掲載紙
- 東奥日報
- 秋田魁新報
- 山形新聞
- 茨城新聞
- 上毛新聞
- 山陰中央新報
- 山陽新聞
- 熊本日日新聞
- 北國新聞
- 長崎新聞

### 過去
- 北海道新聞（地方欄。渡島、檜山管内版では、別刷り「みなみ風」） -  現在は、しもん・まさゆき「カリンさん」に変更
- 愛媛新聞 - 2012年2月1日より、森栗丸「おーい 栗之助」に変更
- 岩手日報 - 2014年4月1日より、きり・光乗「ざしきわらし九郎丸」に変更
- 福島民友 - 2014年4月1日より、おだれいこ「ももちゃん」に変更
- 京都新聞 - 2014年4月1日より、そらあすか「こよみちゃん」に変更
- 佐賀新聞 - 2019年4月1日より、田中しょう「あんずちゃん」に変更
- 神奈川新聞 - 2023年7月31日付を以て掲載終了。

## 既刊
- カンちゃん（2014年12月5日発売、TOブックス、ISBN 978-4-864-72324-4）